# La Chapelle-Saint-Ursin

La Chapelle-Saint-Ursin este o comună în departamentul Cher, Franța. În 1 ianuarie 2022 avea o populație de 3.687 de locuitori.